# 土溪乡
土溪乡，是中华人民共和国湖南省怀化市洪江市下辖的一个乡镇级行政单位。

## 历史沿革
- 1984年，由土溪公社改设[2]
- 2015年，与红岩乡、双溪镇与黔城镇成建制合并设黔城镇。[3]

## 行政区划
至2014年止，土溪乡下辖以下地区：
塘宝村、岩坳村、沅光村、新光村、塘公溪村、双溪口村、水田溪村、凤凰村、官溪口村、砂金村和双龙溪村。